# 3762 Amaravella
3762 Amaravella (1976 QN1) là một tiểu hành tinh vành đai chính được phát hiện ngày 26 tháng 8 năm 1976 bởi Chernykh, N. ở Nauchnyj.